# Cossacos escrevem carta ao Sultão turco (Repin)
Cossacos escrevem carta ao Sultão turco (em russo:  Запорожцы пишут письмо турецкому султану, transl. Zaporojtsy pishut pismo turetskomu sultanu) é uma pintura a óleo sobre tela do pintor e escultor russo Ilia Repin (1844-1930). Sabe-se que a pintura foi iniciada em 1880 e concluída em 1891, pois Repin gravou os anos de trabalho ao longo do bordo inferior da tela.
O czar Alexandre III comprou a pintura por 35.000 rublos, na época a maior soma já paga por uma pintura russa. Desde então, a tela tem estado exposta no Museu Estatal Russo em S. Petersburgo.

## Descrição
Cossacos escrevem carta ao Sultão turco retrata uma cena supostamente histórica, situada em 1676, baseada na lenda de os cossacos terem enviado uma resposta a um ultimato do Sultão do Império Otomano Maomé IV, o Caçador.
A resposta original a ter existido não sobreviveu; no entanto, na década de 1870, o etnógrafo amador Novitski, de Ekaterinoslav, encontrou uma cópia feita no século XVIII e deu-a ao historiador Dmytro Iavornitzky (1855-1940) que, por acaso, a leu a convidados seus, entre os quais estava o pintor Ilia Repin. Repin ficou curioso sobre a história e em 1880 começou o primeiro dos seus estudos sobre o tema.
A pintura mostra a alegria dos cossacos ouvindo e dizendo graçolas e asneiras provocadoras na sua resposta ao Sultão. Na época de Repin, os cossacos gozavam de grande simpatia popular e o próprio Repin também os admirava: "É verdade tudo o que Gogol escreveu sobre eles! É um povo maravilhoso! Ninguém no mundo tem tanta liberdade, igualdade e fraternidade."
Ainda que mantendo e desenvolvendo a versão original, Repin elaborou em 1889 uma segunda versão, que ficou inacabada. Esta segunda versão de "Os Cossacos" foi oferecida em 1932 pela Galeria Tretyakov ao Museu Histórico de Carcóvia, a qual foi transferida em 1935, para o Museu de Arte da mesma cidade onde ainda se mantém.

### Personagens e modelos usados
Para o desenho das personagens Repin usou como modelos pessoas contemporâneas, sendo algumas figura públicasː
| Personagem | Моdelo | Personagem | Моdelo |
|            | Para um dos personagens mais coloridos, Repin usou a imagem dum professor de desenho e artista, membro ativo da associação criativa "Mundo da Arte" de S. Petersburgo, o polaco Jan Ciągliński.                                  |            | Para um dos personagens centrais da imagem, o ataman (comandante) Ivan Sirko, foi usado o General Mikhail Ivanovich Dragomirov. |
|            | O homem bonito com características nobres e um sorriso inteligente foi descrito em S. Petersburgo como sendo Barbara I. Gildenbandt, sobrinha do compositor Mikhail Glinka.                                                      |            | O personagem tártaro foi inspirado num aluno tártaro. |
|            | O soldado cossaco com uma atadura na cabeça por conta de um ferimento em batalha era o pintor da Academia de Arte ucraniano Nikolai D. Kuznetsov. A pintura simboliza a imagem de Ostap, o filho mais velho de Taras Bulba.      |            | Para o homem gordo, retrato de Taras Bulba, o protótipo foi um professor do Conservatório de S. Petersburgo de origem polaca Alexander Tripe. Há também uma versão em que posou o jornalista Vladimir Giljarovsky para o personagem. |
|            | O velho desdentado com um cachimbo torcido foi elaborado a partir de um viajante encontrado por acaso no cais Zaporizhzhya. |            | Espiando atrás de Taras Bulba, o cossaco alto e magro, era Fyodor Stravinsky actor principal do Teatro Mariinsky. |
|            | Com cabelo à seminarista e bigode que não teve tempo para crescer, é o artista Porfírio D. Martynovich. Curiosamente, Repin usou a imagem dele já falecido, a partir de um máscara de gesso.                                     |            | A imagem do cossaco com uma cabeça careca e nuca expressiva era o chefe de segurança George P. Alekseev. Inicialmente, este indignou-se com Repin e rejeitou a oferta para posar para ele numa atitude tão feia. Para ajudar o artista, Dmytro Yavornytsky convidou Alekseev a ver sua coleção de moedas e, enquanto Alekseev observava a coleção, o artista estava sentado atrás dele a fazer o esboço. Vendo-se na imagem, George Petrovich ficou muito aborrecido com os dois. |
|            | Para o cossaco com gorro escuro posou o colecionador e filantropo Vasily Tarnowski, Jr.. Em 1880, Repin passou na propriedade dele em Tarnow e fez um esboço do dono da propriedade.                                             |            | Para o cossaco seminu posou um professor de escola pública, Konstantin D. Belonovsky. De acordo com outra versão foi o dramaturgo e artista de teatro Mark Kropyvnytsky. O cossaco estava seminu porque, num jogo sério, os cossacos tiram as camisas, para não esconder as cartas no peito e nas mangas. |
|            | A imagem descreve um motorista cossaco Basil Tarnow Nikishka. O artista, tendo ficado fascinado pela sua expressão com um só olho, bêbado e rindo, teve tempo de fazer um esboço dele quando atravessou o rio Dnieper por ferry. |            | A imagem do cossaco que escrevia foi inspirada no académico e amigo de Repin, Dmytro Yavornytsky. Para fazer sorrir Yavornytsky, que tinha um semblante sombrio, Repin teve de mostrar-lhe uma revista de caricaturas. |

### Esquissos e trabalhos preparatórios

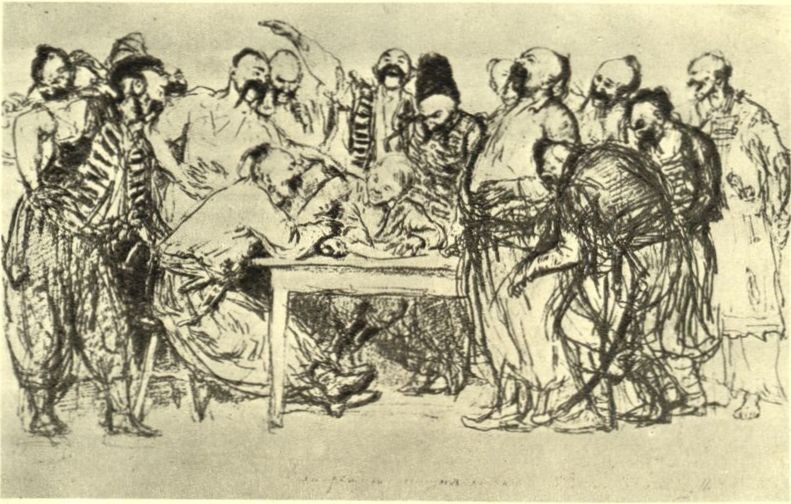
Esquisso a carvão (1878), Galeria Tretyakov
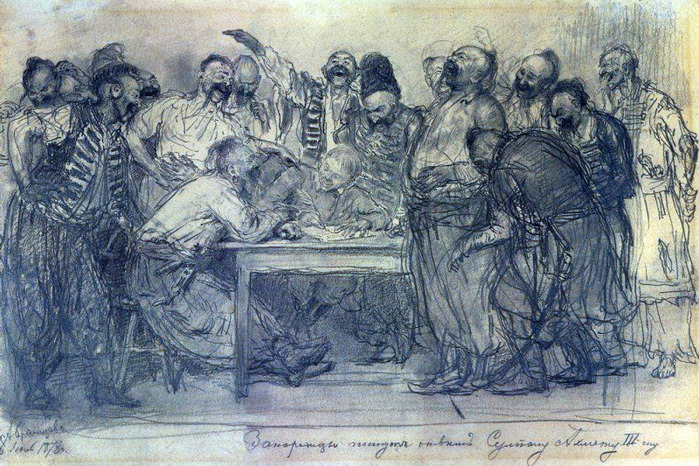
Esquisso a carvão (1878), Galeria Tretyakov
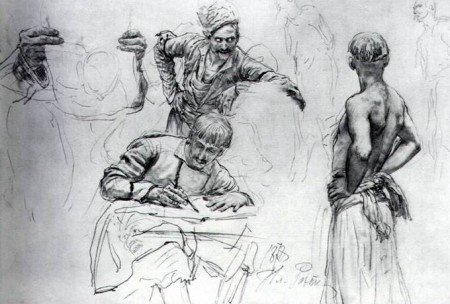
Esquisso a carvão (1878), Galeria Tretyakov
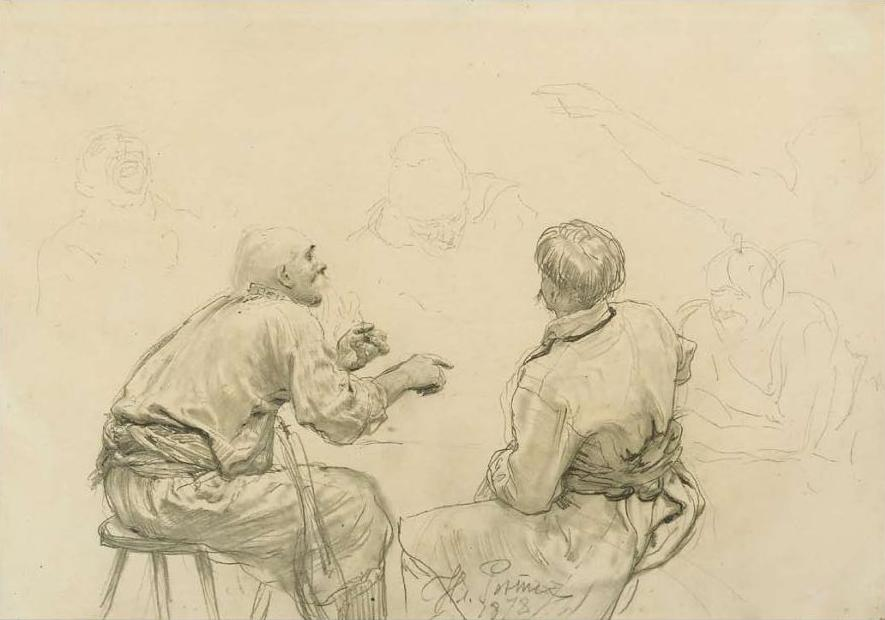
Esquisso a carvão (1878), Coleção privada
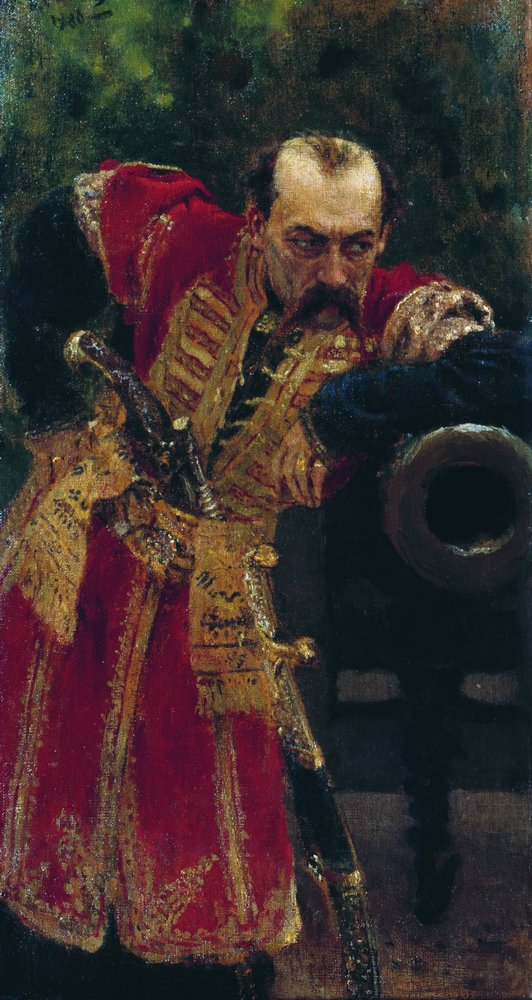
Coronel zaporójio (1880). 56 × 31 см. , I. Repin, Museu de Arte, Sumy
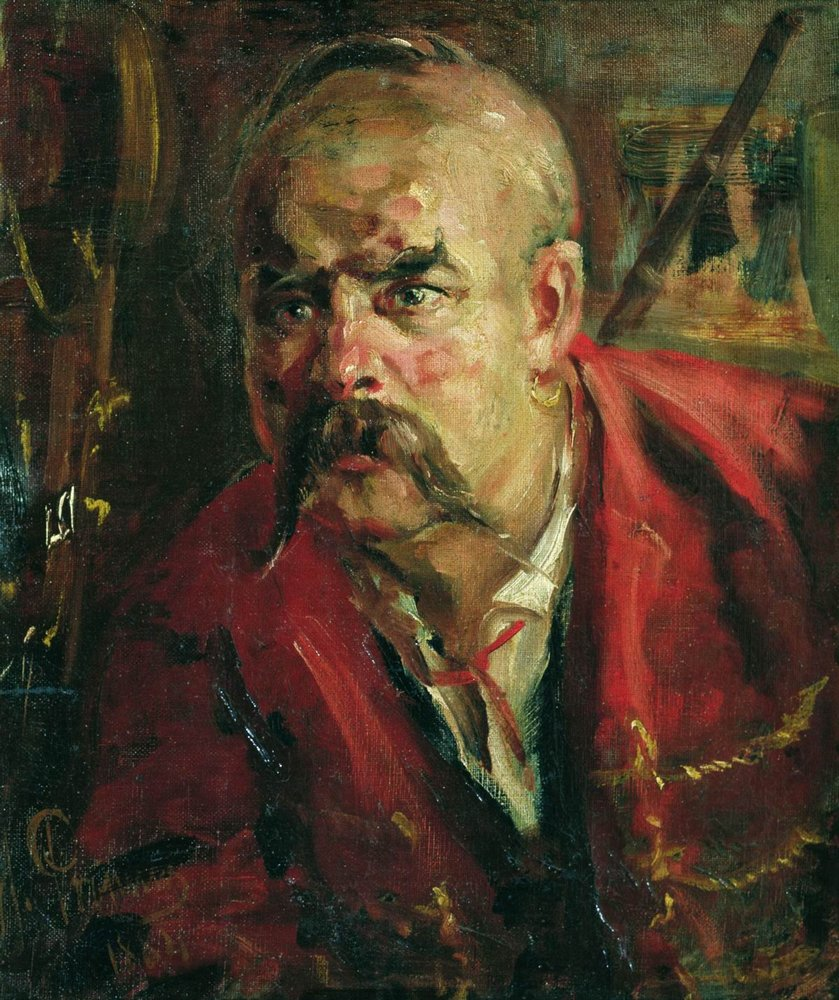
Zaporójio (1884). Óleo. 49 × 41,5 cm. Museu de Belas Artes, Nizhny Tagil, Rússia.
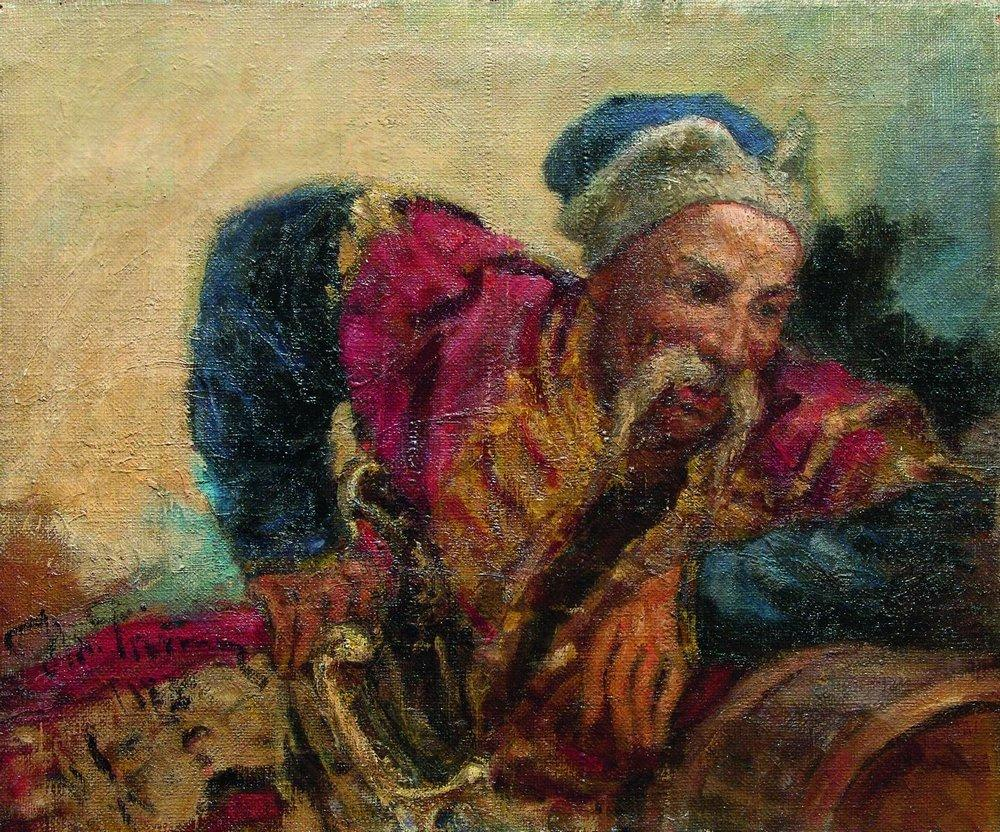
Ataman (Comandante) Іvan Сіrко (1889). Óleo. 68,5 × 82 см. Coleção privada.

## Fundamento histórico
Os Cossacos zaporójios (do ucraniano: za porohamy, significando além dos rápidos), que habitavam as terras do baixo rio Dnieper na Ucrânia, tinham vencido em batalha o exército do Império Otomano. Não obstante, o sultão Maomé IV exigiu que os Cossacos se submetessem ao Império Turco. Os Cossacos, liderados por Ivan Sirko, teriam respondido de modo invulgar, numa carta repleta de insultos e obscenidades.
Sultão Maomé IV aos Cossacos zaporójios:

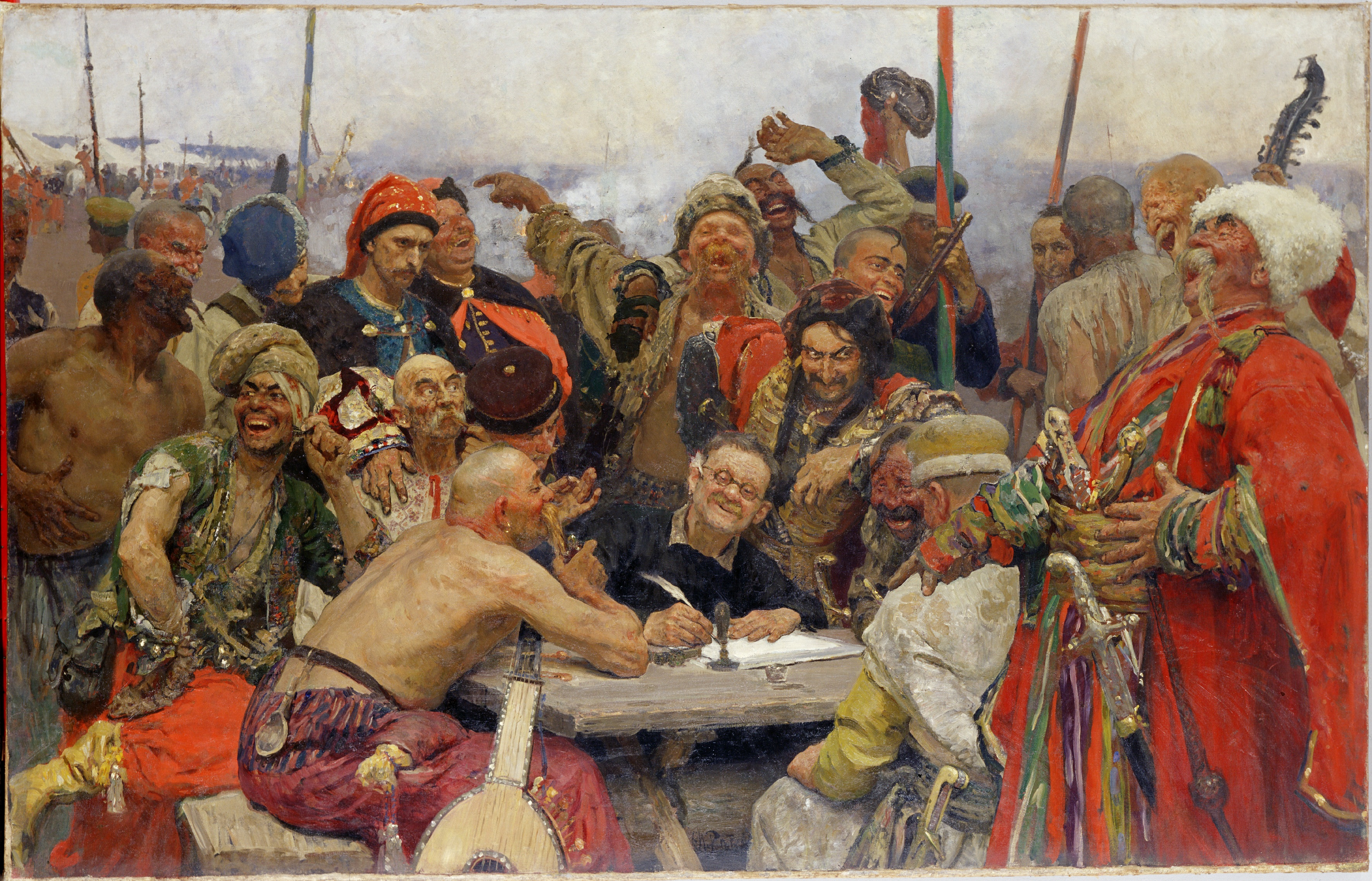
Resposta dos Cossacos, Ilia Repin, a versão que está no Museu de Arte de Carcóvia

Eu o Sultão; filho de Maomé; irmão do sol e da lua; neto e vice-rei de Deus; Senhor dos reinos da Macedónia, Babilónia, Jerusalém, Alto e Baixo Egito; Imperador dos imperadores; Soberano dos soberanos; Cavaleiro extraordinário, não derrotado; Guardião fiel do túmulo de Jesus Cristo; Administrador escolhido pelo próprio Deus; Esperança e conforto dos muçulmanos; Cofundador e grande defensor dos cristãos - Eu vos ordeno, Cossacos zaporójios, a submeterem-se a mim voluntariamente e sem qualquer resistência, e a desistir de me incomodar com os vossos ataques,
                                             O Sultão turco Maomé IV

A resposta dos cossacos veio como uma torrente de rimas invectivas e vulgares: 
Cossacos zaporójios ao Sultão turco!
Ó sultão, diabo turco e amigo e parente condenado do diabo, secretário do próprio Lúcifer. Que diabo de cavaleiro és tu, que não consegues matar um ouriço com o teu traseiro nu? O diabo caga e o teu exército come. Não irás, filho da puta, submeter filhos de cristãos; que não temos medo do teu exército, na terra e no mar te vamos combater. Foda-se sua mãe.
Ralé babilónico, mula macedónia, cervejeiro de Jerusalém, cabra-puta de Alexandria, pastor de porcos do Alto e Baixo Egito, porco da Arménia, ladrão podoliano, gigolô da Tartária, carrasco de Kamianets e parvo de todo o mundo e submundo, um idiota diante de Deus, neto da Serpente, e o torcicolo em nosso pau. Focinho de porco, rabo de égua, rafeiro de matadouro, testa não batizada, lixa a tua própria mãeǃ
Assim, os Cossacos declaram a ti ralé. Não vais sequer guardar porcos para os cristãos. Agora vamos concluir, por que não sabemos a data e não temos um calendário; a lua está no céu, o ano é o do Senhor, o dia é o mesmo aqui como é aí; e por isso beija o nosso cuǃ
- O Ataman (Comandante) Ivan Sirko, com toda a Hoste Zaporójia.

## Na cultura popular
- O poeta francês Guillaume Apollinaire escreveu uma versão em verso da carta (Réponse des Cosaques Zaporogues au Sultan de Constantinople), fazendo parte do seu poema La Chanson du mal-aimé (A Canção do mal-amado), no livro colectânea de poemas Alcoóis (1913).[4]
  - Esta versão em verso da Carta serviu de base à oratória La Chanson du mal-aimé (1953) para solistas, coro e orquestra do cantor e compositor Léo Ferré.[5]
- O crítico de arte Clement Greenberg considerou a pintura de Repin como um mau exemplo de "kitsch" no seu ensaio Avant-Garde and Kitsch (1939).[6]
- A escrita da Carta está representada no filme Taras Bulba (2009) produzido na Rússia e dirigido por Vladimir Bortko.[7]
- O trailer da expansão dos "Cossacos" do jogo eletrônico Europa Universalis IV (2015) inclui uma versão alterada da resposta dos Cossacos zaporójios.

### Em selos postais

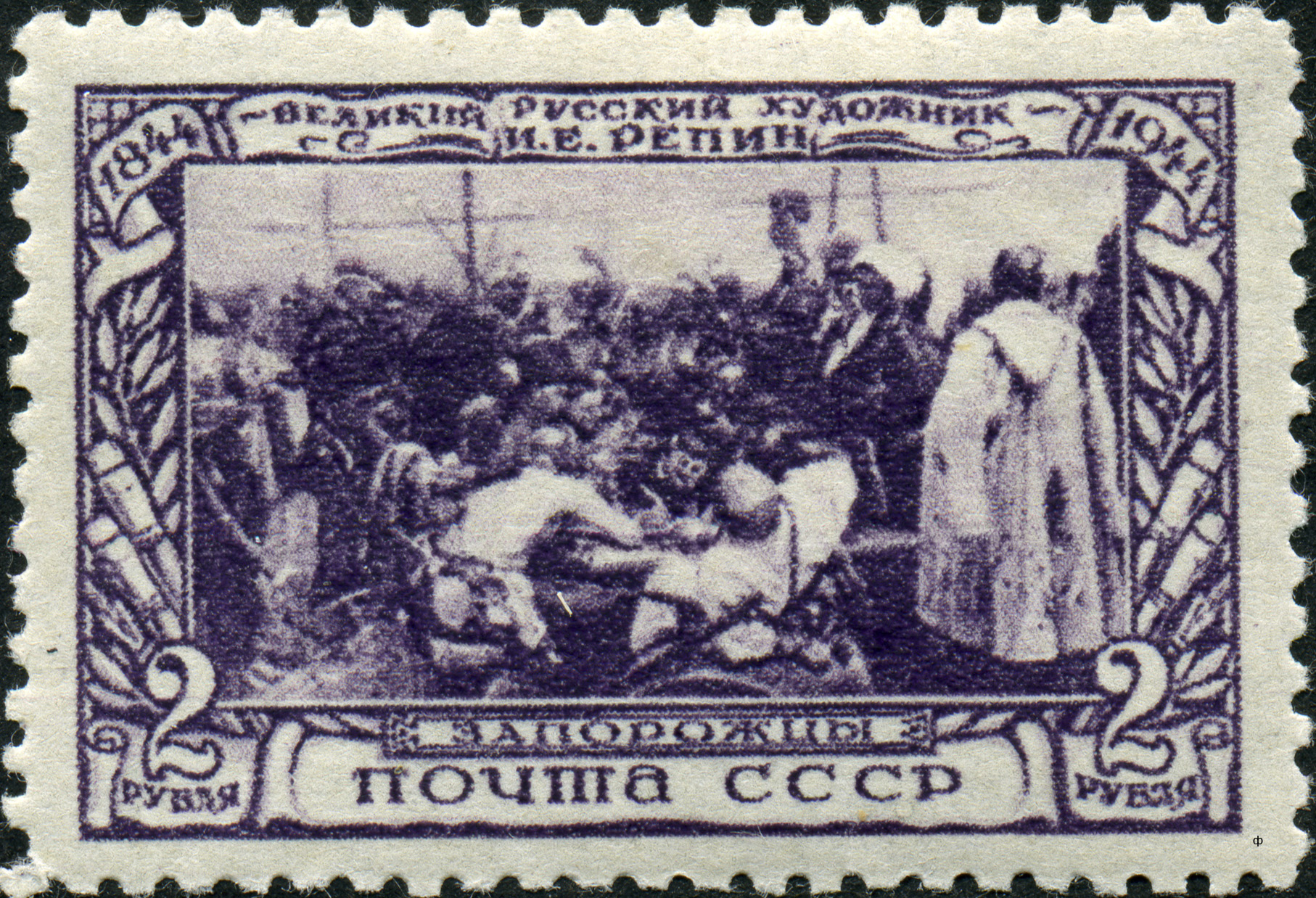
Pintura Cossacos em selo da URSS, ano de 1944
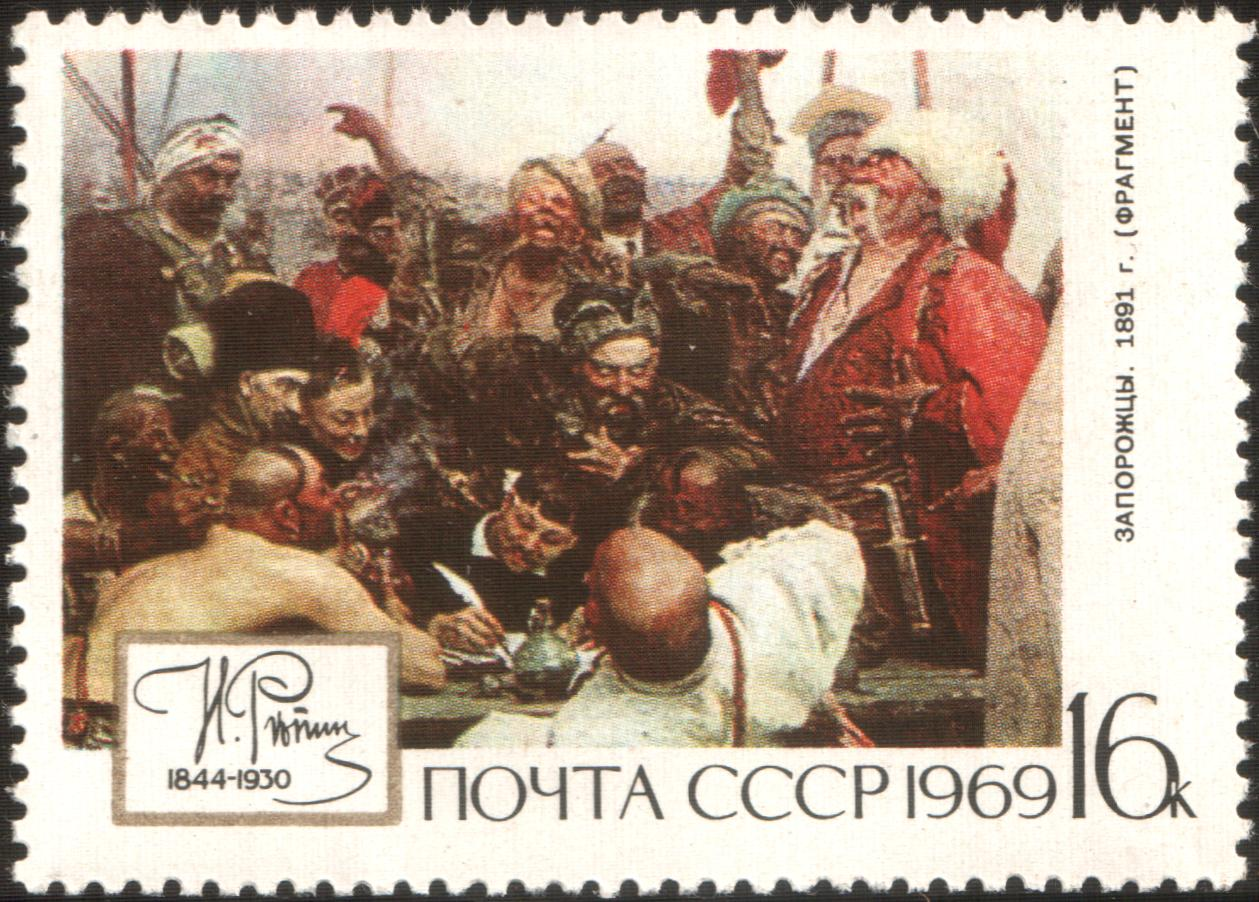
Pintura Cossacos em selo da URSS, ano de 1969
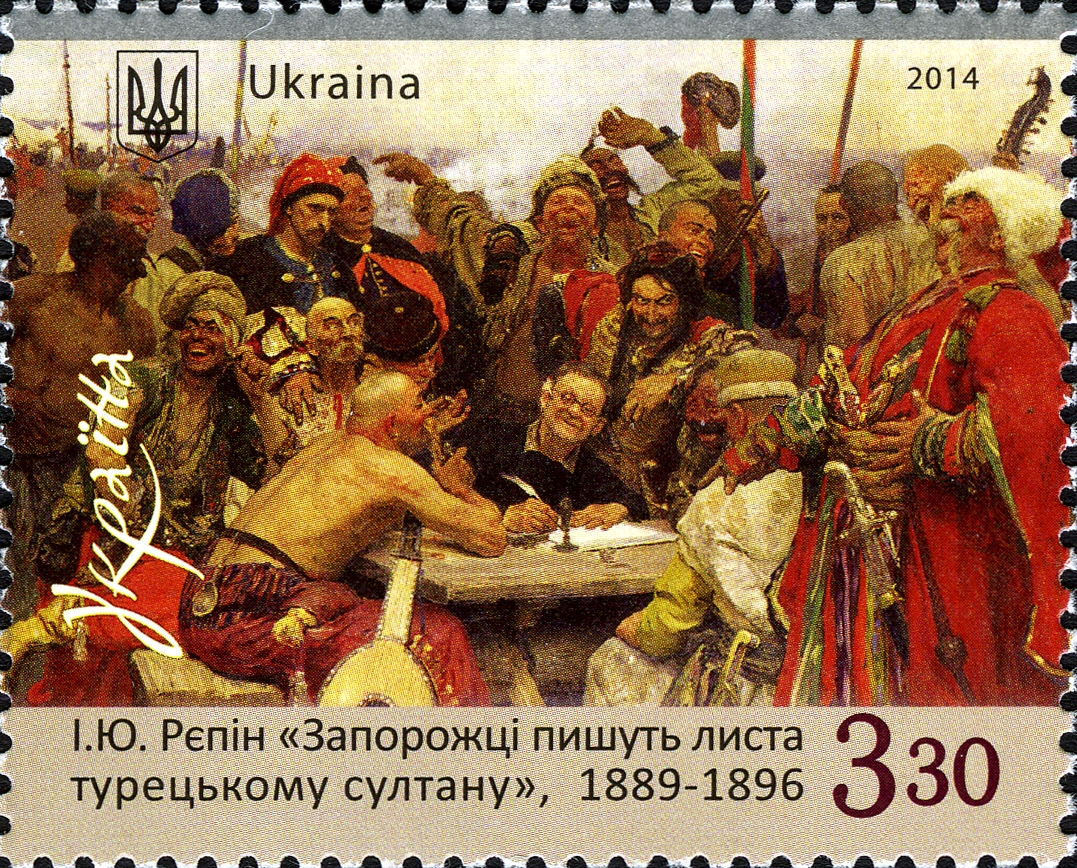
selo da Ucrânia de 2014

## Reproduções
Existem várias cópias de grandes dimensões desta pintura de Repin, entre elas a famosa reprodução de Paul Porfirov, que foi estudante de Repin, que está actualmente no Museu de Arte de Cincinnati.

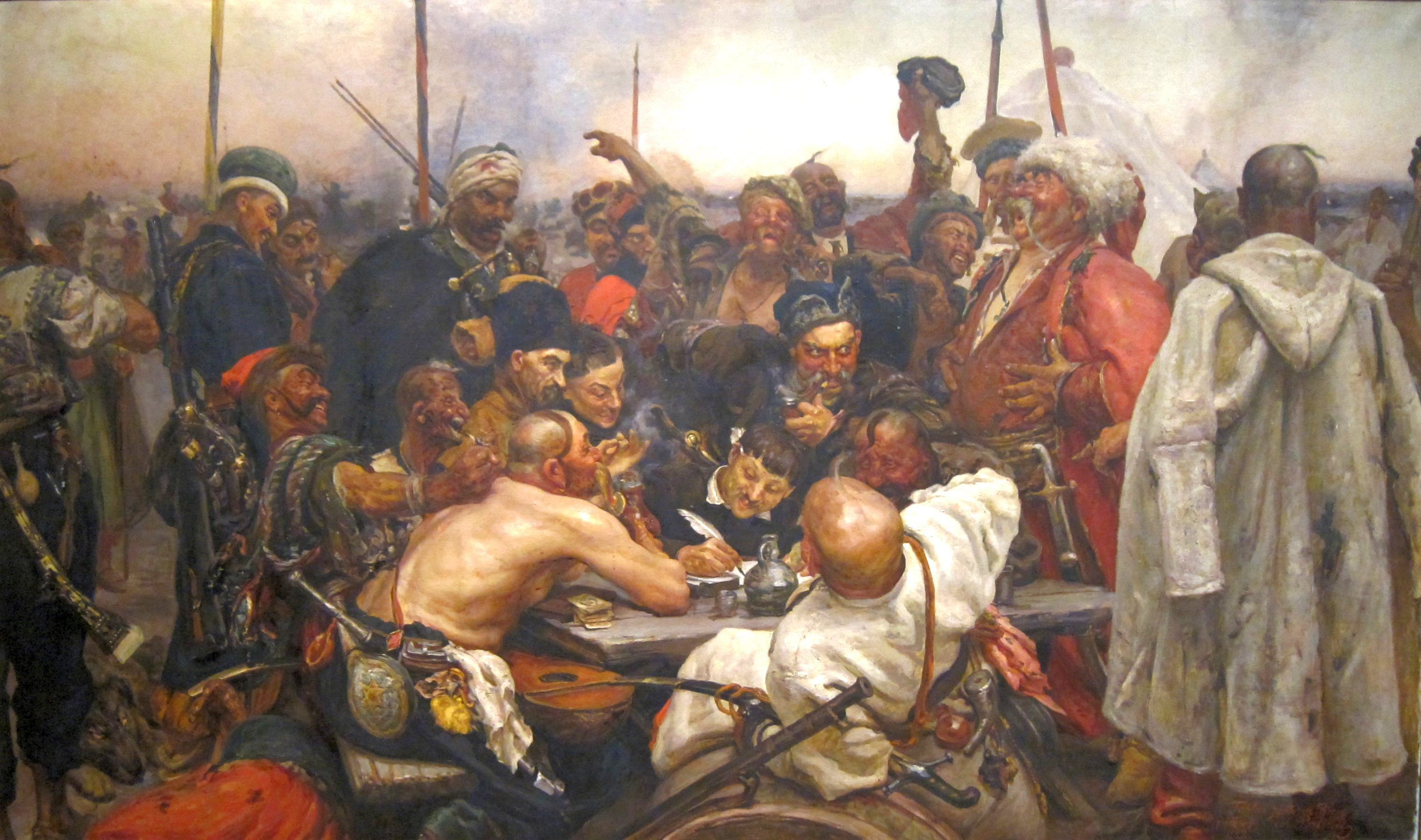
Resposta dos Cossacos zaporójios ao Sultão (1928), de Paul Porfirov, no Museu de Arte de Cincinnati

.